# Årets junior i svensk ishockey
Årets junior i svensk ishockey utses av ATG och Ishockeyjournalisternas Kamratförening. Priset har delats sedan säsongen 1961/1962.

## Årets junior
Listan nedan anger den säsongen då priset delades ut samt spelarnamn och moderklubb.
- 1961/1962 - Leif "Honken" Holmqvist, Strömsbro IF
- 1962/1963 - Folke "Totte" Bengtsson, Leksands IF
- 1963/1964 - Björn Larsson, Djurgårdens IF
- 1964/1965 - Ulf Barrefjord, IFK Umeå
- 1965/1966 - Roger Nilsson, Rönnskärs IF
- 1966/1967 - Inge Hammarström, Wifsta/Östrands IF
- 1967/1968 - Stig Östling, Ockelbo IF
- 1968/1969 och 1969/1970 - Anders Hedberg, Svedjeholmens IF
- 1970/1971 - Martin Karlsson, Skellefteå IF
- 1971/1972 - Jan-Erik Silfverberg, Hofors IK
- 1972/1973 - Roland Eriksson, IF Tunabro
- 1973/1974 - Jan Kock, Strömsbro IF
- 1974/1975 - Thomas Gradin, Långsele AIF
- 1975/1976 - Torbjörn Andersson, IF Björklöven
- 1976/1977 - Mats Näslund, Timrå IK
- 1977/1978 - Tomas Jonsson, Falu IF
- 1978/1979 - Roger Hägglund, Tegs SK
- 1979/1980 - Peter Madach, HV71
- 1980/1981 - Kjell Dahlin, Timrå IK
- 1981/1982 - Tomas Sandström, Fagersta AIK
- 1982/1983 - Peter Andersson (ishockeyspelare född 1962), Örebro IK
- 1983/1984 - Mikael Andersson (ishockeyspelare född 1966), Kungälvs IK
- 1984/1985 - Ulf Dahlén, Östersunds IK
- 1985/1986 - Fredrik Olausson, Nybro IF
- 1986/1987 - Calle Johansson , KBA 67, Kungsbacka
- 1987/1988 - Thomas Sjögren, Tegs SK
- 1988/1989 - Niklas Eriksson, Västerviks IK
- 1989/1990 - Mats Sundin, Sollentuna HC
- 1990/1991 - Niklas Andersson (ishockeyspelare född 1971), Ytterby HK
- 1991/1992 - Michael Nylander , Huddinge IK
- 1992/1993 - Peter Forsberg, MoDo HK
- 1993/1994 - Kenny Jönsson , Rögle BK
- 1994/1995 - Anders Eriksson, Bollnäs IS
- 1995/1996 - Mattias Öhlund, Luleå HF
- 1996/1997 - Samuel Påhlsson, Ånge IK
- 1997/1998 - Johan Holmqvist, Tierps IF
- 1998/1999 - Daniel Sedin, Järveds IF
- 1999/2000 - Henrik Sedin, Järveds IF
- 2000/2001 - Niklas Kronwall, Järfälla HC
- 2001/2002 - Henrik Lundqvist, Järpens IF
- 2002/2003 och 2003/2004 - Alexander Steen, Winnipeg Jr. Jets
- 2004/2005 - Nicklas Bergfors, Södertälje SK
- 2005/2006 och 2006/2007 - Nicklas Bäckström, Valbo AIF
- 2007/2008 - Patrik Berglund, VIK Västerås HK
- 2008/2009 - Victor Hedman, MoDo HK
- 2009/2010 - Jacob Markström, Brynäs IF
- 2010/2011 - Anton Lander, Timrå IK
- 2011/2012 - Johan Larsson, Sudrets HC
- 2012/2013 - Viktor Arvidsson, Kågedalens AIF
- 2013/2014 - Alexander Wennberg, Boo IF
- 2014/2015 - Axel Holmström, Skellefteå AIK
- 2015/2016 - Gustav Forsling, Linköpings HC
- 2016/2017 - Joel Eriksson Ek, Färjestad BK
- 2017/2018 - Rasmus Dahlin, Frölunda HC
- 2018/2019 - Emil Bemström, Djurgårdens IF
- 2019/2020 - Ingen vinnare utsedd på grund av covid-19-pandemin
- 2020/2021 - William Eklund, Djurgårdens IF
- 2021/2022 - William Wallinder, Rögle BK
- 2022/2023 - Leo Carlsson, Örebro HK